# Kirchstraße 31 (Treffurt)

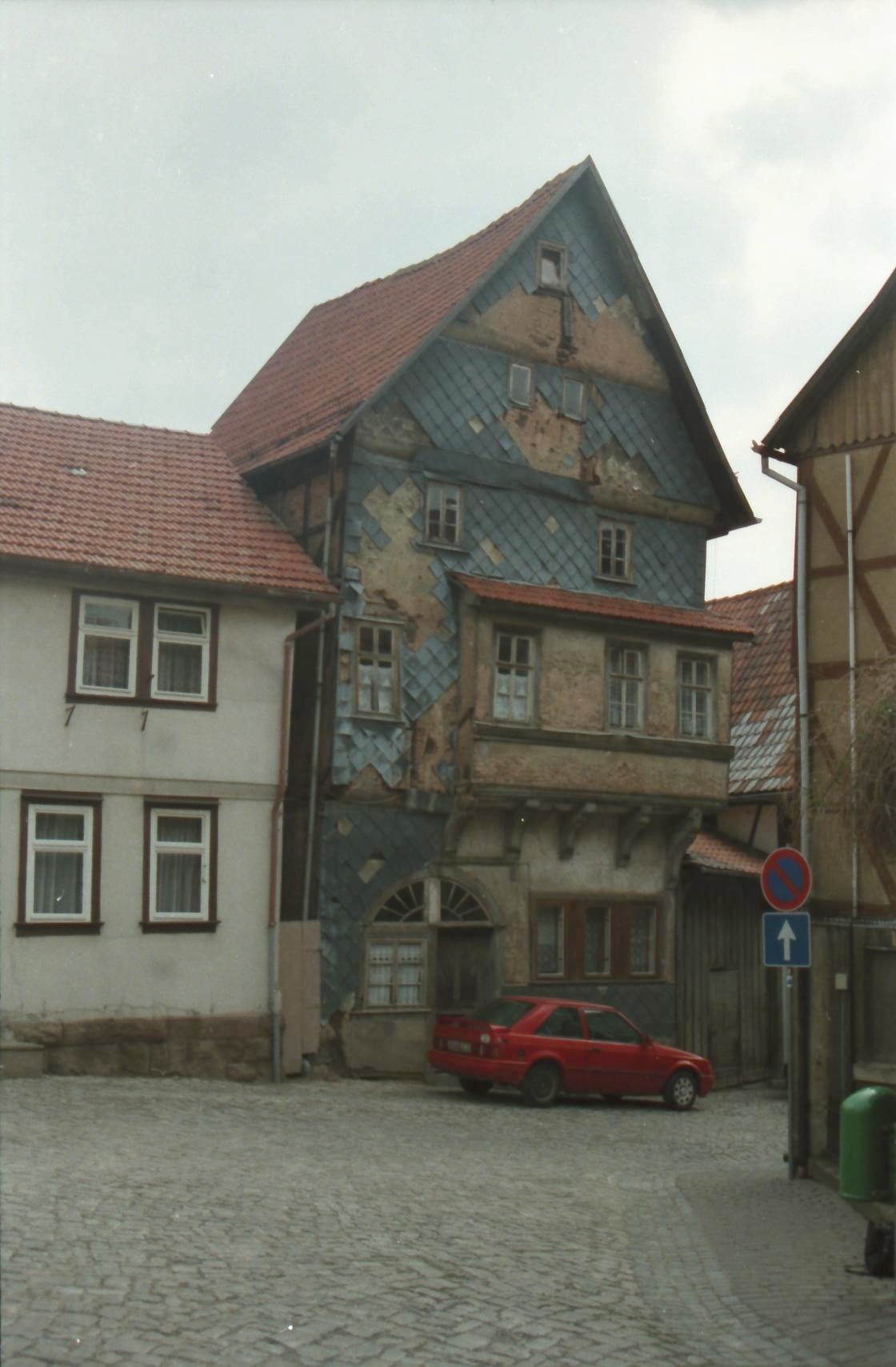
Das Gebäude vor …

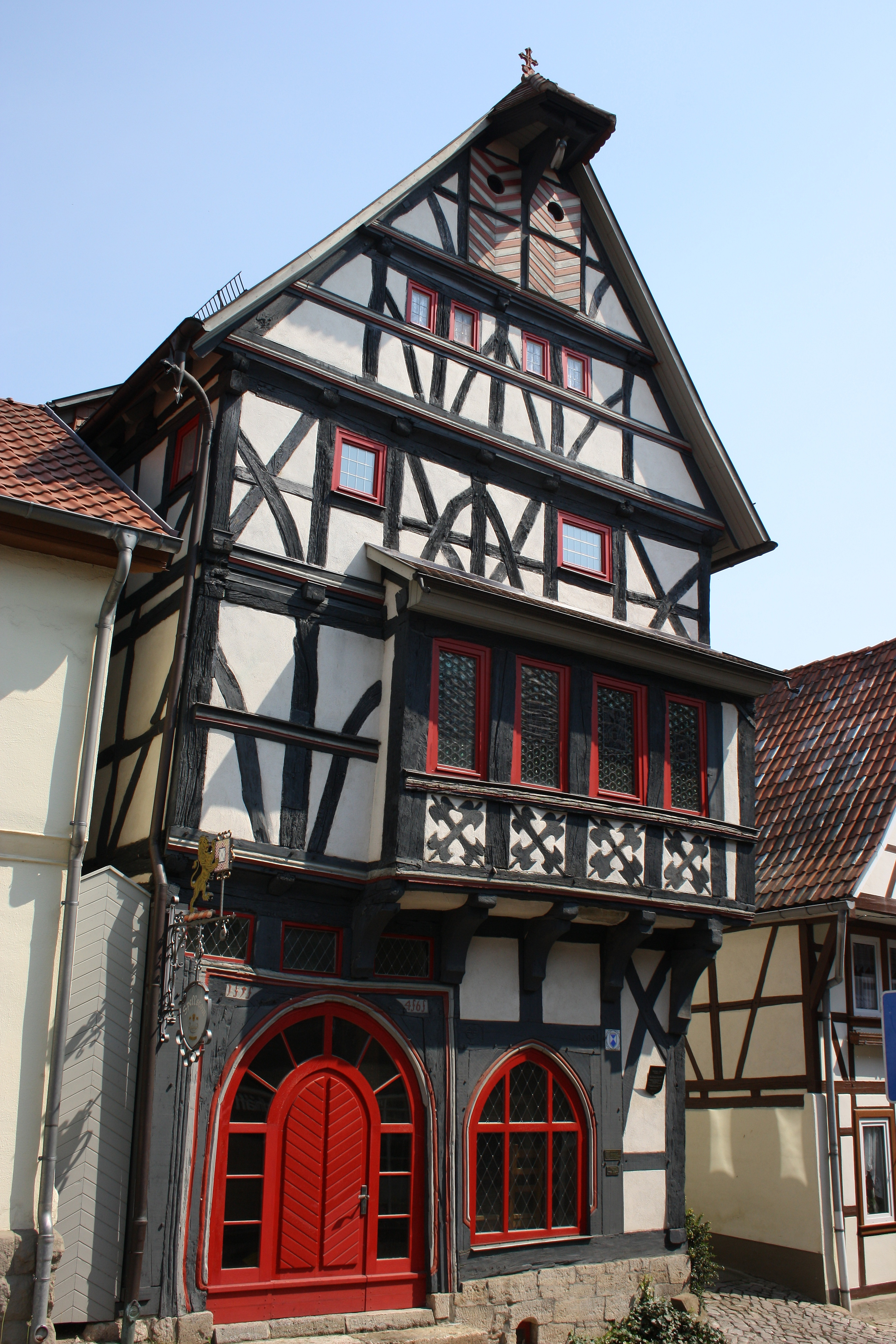
… und nach der Sanierung

Das 1546 erbaute Fachwerkhaus Kirchstraße 31 gilt als ältestes Wohnhaus der Stadt Treffurt im Wartburgkreis in Thüringen. Es ist als Kulturdenkmal ausgewiesen.
Das mit einem Gewölbekeller unterkellerte Gebäude wurde 1546 in Fachwerkbauweise als bürgerliches Wohn- und Geschäftshaus errichtet. Neben der aufwändig gestalteten Eingangstür verfügt es über einen großen, mit Bourbonenlilien verzierten Erker. In der Fachwerkkonstruktion sind noch Gestaltungselemente der Gotik erkennbar.
Die innere Struktur des Gebäudes ist über die Jahrhunderte weitgehend unverändert geblieben. Im Erdgeschoss befinden sich Geschäftsräume, in den Obergeschossen Wohnungen. Zur Schaffung sanitärer Einrichtungen wurde an der Gebäuderückseite ein Anbau angefügt.
Ende der 1990er Jahre erfolgte eine umfassende, denkmalgerechte Sanierung, bei der auch die Verkleidung mit Zinkblechtafeln aus dem 19. Jahrhundert entfernt und das ursprüngliche Fachwerk wieder sichtbar gemacht wurde.